# Marshall Rosenberg
Pour les articles homonymes, voir Rosenberg.
 (novembre 2008).
Si vous disposez d'ouvrages ou d'articles de référence ou si vous connaissez des sites web de qualité traitant du thème abordé ici, merci de compléter l'article en donnant les références utiles à sa vérifiabilité et en les liant à la section « Notes et références ».
Marshall Bertram Rosenberg est un psychologue américain né le 6 octobre 1934 à Canton (Ohio) et mort le 7 février 2015 à Albuquerque (Nouveau-Mexique).
Il est le créateur d'un processus de communication appelé « communication non violente » (CNV). Il a travaillé dans le monde entier en tant que faiseur de paix ainsi que comme directeur pédagogique du  « Centre pour la Communication Nonviolente » (Center for Nonviolent Communication), une organisation internationale à but non lucratif qu'il a fondé en 1984.

## Biographie

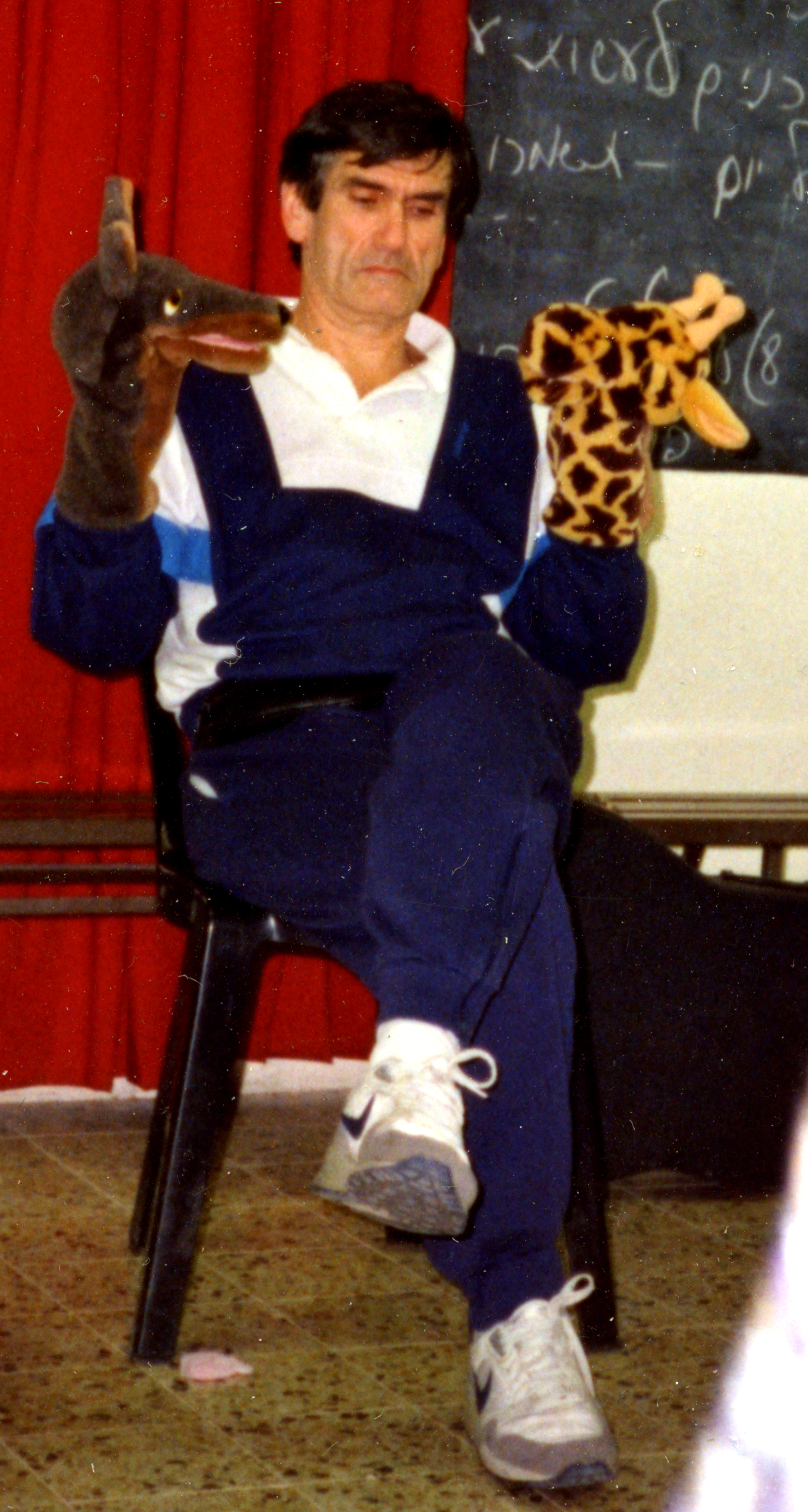
Marshall Rosenberg enseignant durant un atelier de Communication Non Violente à Neve Shalom - Wahat as Salam en Israël (1990).

### Famille
Ses parents, d'origine juive, s'appelaient Jean (Weiner) Rosenberg et Fred Donald Rosenberg. Ses parents divorcent deux fois, une fois lorsque Rosenberg a trois ans, et une autre fois lorsqu'il quitte la maison.
La famille déménage à Detroit, Michigan, en 1943 où Rosenberg découvre l'antisémitisme  à l’école.

### Etudes
À l'âge de 13 ans, Rosenberg est inscrit dans une école hébraïque puis en est exclu. Rosenberg rédige une dissertation sur la psychologie criminelle au lycée. Il commence ses études supérieures à la Wayne State University, puis les poursuit à l'Université du Michigan. En 1961, Marshall Rosenberg passe sa thèse en psychologie clinique à l’université du Wisconsin à Madison grâce à une bourse d’État. Sa thèse, intitulée « Situational Structure and Self-evaluation », préfigure certains aspects de ses travaux ultérieurs sur la communication non violente en se concentrant sur « la relation entre (la) structure des situations sociales et deux dimensions de l'auto-évaluation ; l'auto-évaluation positive et la certitude de l'auto-évaluation ».

### Influences
Le professeur Michael Hakeem marque Rosenberg par son affirmation que la psychologie et la psychiatrie sont dangereuses dans la mesure où ces disciplines mélangent les jugements scientifiques et de valeur morale. Hakeem fait lire à Rosenberg des ouvrages sur la thérapie morale traditionnelle dans laquelle les clients sont considérés comme malchanceux plutôt que comme malades. Rosenberg est influencé par les ouvrages The Myth of Mental Illness de Thomas Szasz et Asylums d'Erving Goffman publiés en 1961, ainsi que par la lecture d’Albert Bandura sur « La psychothérapie en tant que processus d'apprentissage ».
Les stages de Rosenberg se déroulent au Wisconsin Diagnostic Center, dans des écoles pour filles et garçons délinquants et au Mendota State Hospital. Dans ce dernier, Rosenberg rapporte que le psychiatre Bernie Banham « ne voulait pas que l'on parle d'un client en son absence ». A Mendota, Rosenberg commence à pratiquer la thérapie familiale avec toutes les parties présentes, y compris les enfants.

### Élève de Carl Rogers
Élève de Carl Rogers, Rosenberg a montré un besoin d'explorer et d'essayer des choses différentes. Le psychologue l'a inspiré et guidé : « Demandez à Carl Rogers. Il m'a demandé de faire partie de son projet de recherche parce qu'il voulait que beaucoup de gens fassent beaucoup de choses différentes ».

### Pratique clinique
En 1966, l'American Board of Examiners in Professional Psychology lui décerne le statut de diplômé en psychologie clinique. Rosenberg débute dans la pratique clinique à Saint-Louis, dans le Missouri, en formant Psychological Associates avec des partenaires.

### Naissance de la CNV
En 1968, en faisant une analyse des problèmes des enfants à l'école, il a découvert l’importance de leurs difficultés d'apprentissage, ce qui lui inspire son premier livre, Diagnostic Teaching. Il fait également la connaissance d'Al Chappelle, un leader des Zulu 1200, un groupe de libération noire de Saint-Louis. Rosenberg enseigne alors ses idées sur la résolution des conflits au collectif en échange de la présence de Chappelle aux conventions de déségrégation organisées dans différents lieux aux Etats-Unis à l’époque. Tout en continuant avec Chappelle à aborder la communication contre le racisme, il collabore avec Vicki Legion pour contrer le sexisme. Puis un directeur des écoles, Thomas Shaheen vivant à Rockford dans l'Illinois, fait appel à Rosenberg pour gérer les conflits dans une école alternative.
En 1970, Shaheen devient directeur des écoles de San Francisco, en Californie, et est chargé de l'intégration raciale dans les écoles de la ville. Il fait appel à Rosenberg pour l'aider dans cette tâche. Le psychologue prévoit d’organiser un groupe mais Shaheen est renvoyé avant que celui-ci n’ai commencé son travail. Rosenberg a décidé de rester en Californie et y promeut le Community Council for Mutual Education avec l'aide de Vicki Legion.
Rosenberg témoigne que ces expériences ont contribué à la naissance de la CNV : « Elle est née de ma pratique avec des gens qui souffraient et de mes expériences avec ce qui pouvait leur être utile, que ce soit dans une école correctionnelle pour filles ou avec des personnes étiquetées schizophrènes ». Ensuite, il a travaillé pendant quatre ans à l'intégration scolaire de Norfolk, en Virginie. En guise de caricature de son programme dans la rue, il a offert cette version, parlée à lui-même : « Voyou, identifie le comportement observable. Identifie le sentiment. Identifie la raison de ce sentiment. Identifie tes désirs. Sors ça. Assurez-vous que l'autre personne s'y identifie. Et voyou, tu verras qu'un miracle commence à se produire au bout d'un moment ».
Vers 1982, Rosenberg s'inscrit à la Midwest Radical Therapy Conference dont il dira qu’elle a été très profitable. L'importance des marques d'appréciation ou d'affirmation, entre les personnes qui communiquent, avait été soulignée, par exemple, par les adeptes de l'analyse transactionnelle.

### Diffusion de la CNV
Par la suite, Rosenberg a été appelé dans de nombreux états, pays et conflits pour apporter son expertise en communication non violente qui s'inspire notamment de Gandhi.
En 2004, il visitait environ 35 pays par an dans le cadre de sa mission de pacificateur itinérant. Rosenberg a connu le succès dans son travail : « Des choses tellement incroyables se produisent lorsque je quitte des groupes, que lorsque j'y retourne, j'ai du mal à croire ce qu'ils ont accompli depuis ma dernière visite. Je vois cela partout où je vais. Les personnes avec lesquelles je travaille veulent faire rayonner ce processus et transformer les choses. Ils veulent que tout le monde ait accès à ces principes, et ils ont une énergie énorme pour diffuser ce type de travail ».

### Décès
De son domicile d'Albuquerque, Rosenberg a soutenu ses adeptes ailleurs avec un Centre de communication non violente au Nouveau-Mexique. Il est décédé chez lui le 7 février 2015. Le Centre a continué, après la mort de Rosenberg, à mettre en relation des personnes du monde entier avec des formateurs certifiés en CNV à proximité.

### Héritage

#### Œuvres
Selon le thérapeute cognitif Albert Ellis, Ted Crawford, qui a coécrit le livre Making Intimate Connections avec Ellis, « aimait particulièrement la philosophie de résistance à la colère de Marshall Rosenberg et a fait des présentations à ce sujet »[11].
Il a écrit de nombreux livres.

#### La CNV
Marshall Rosenberg est à l'origine d'un mouvement qui porte aujourd'hui le nom de CNV en France et NVC dans les pays anglophones et qui offre une méthodologie simple pour apprendre à communiquer sans violence (et non pas sans colère). Le concept de la CNV repose sur quatre fondamentaux, selon l'acronyme OSBD (observation, sentiment, besoin, demande). Ces quatre piliers constituent le fondement de la CNV et sont directement reliés à l'empathie, à l'écoute profonde et à l’empathie pour soi-même. Au-delà de la méthodologie, Marshall Rosenberg propose une attitude, un chemin de vie qui bouleverse les paradigmes et permet un nouveau langage avec lequel chacun peut se donner le maximum de chances d'obtenir ce qu'il souhaite.
Marshall Rosenberg laisse derrière lui un réseau mondial de la CNV qui agit pour diffuser ce processus vecteur de changement social et de paix.

## Activités
Le Centre for Nonviolent Communication (CNVC) a émergé d'un travail réalisé avec des défenseurs des droits civiques au début des années 1960. Durant cette période il offre des formations en médiation et en communication à des communautés travaillant à libérer les écoles et les institutions de la ségrégation.
Il est membre du comité de parrainage de la Coordination internationale pour la décennie de la culture de paix et de non-violence.
En 2004 :
- La formation à la Communication Nonviolente est disponible en Suède, Suisse, Italie, Allemagne, Danemark, Belgique, Autriche, Malaisie, Inde, au Royaume-Uni, aux Pays-Bas, Autriche, France, Canada, au Burkina Faso, ainsi qu'aux États-Unis.

## Prix
2000 : Prix de l'auditeur de l'année décerné par l'Association internationale de l'écoute.
2002 : Certificat d'appréciation de la princesse Anne d'Angleterre et du chef de la police de la justice réparatrice.
2004 : Prix de l'homme de paix à l'occasion de la Journée internationale de prière pour la paix par Healthy, Happy Holy.
2004 : Prix international Golden Works pour les études religieuses.
2005 : Prix de la lumière de Dieu dans la société décerné par l'Association des églises de l'unité.
2006 : Prix de la non-violence « Bridge of Peace » de la fondation « Global Village ».
2014 : Prix du héros et du combattant du pardon décerné par la Worldwide Forgiveness Alliance.

### Articles de presse
- « Le “langage du cœur”, arme anti-conflits », Pascale Santi, 13 décembre 2009, in Le Monde
- « Choisir ses mots pour désamorcer la violence », Anna Lietti, 26 janvier 2000 in Le Temps (http://www.letemps.ch/QueryForm/avancee)

#### Sites en français
- Stéphanie Torre, « Tout conflit peut se transformer en un dialogue paisible », in : Revue en ligne de, sur Psychologies.com, Psychologies Magazine, 1999 (consulté le 6 mars 2010)
- M.Lg., « Marshall Rosenberg, séduction ou prédiction? », in : Revue en ligne de, sur lalibre.be, La Libre Belgique, 2005 (consulté le 6 mars 2010)

#### Autres sites
- (en) Flack, Chapman, « The subtle violence of nonviolent language. », in :Revue, sur camh.net, The Journal of Addiction and Mental Health, 2006 (consulté le 5 mars 2010)
- (en) « Biographie de M. Rosenberg », in :Site officiel de, sur nvpdecade.org, Coordination Officielle pour la décennie, 2010 (consulté le 5 mars 2010)
- (en) « Présentation de M. Rosenberg », in :Site officiel de, sur jerusalem-academy.org, Académie de Jérusalem pour la paix, 2010 (consulté le 5 mars 2010)
- www.nvc-europe.org site européen sur la Communication NonViolente.
- Center for Nonviolent Communication site anglophone du Centre pour la Communication NonViolente (quelques pages en français)
- Entendre une définition de l'empathie donnée par Marshall Rosenberg, à travers un parallèle entre empathie et surf.
- Bibliographie concernant « Marshall Rosenberg » (auteur) dans le catalogue du Centre pour l'action non violente